# Yanam
Yanam là một thành phố và khu đô thị của quận Yanam thuộc bang Puducherry, Ấn Độ.

## Nhân khẩu
Theo điều tra dân số năm 2001 của Ấn Độ, Yanam có dân số 31.362 người. Phái nam chiếm 51% tổng số dân và phái nữ chiếm 49%. Yanam có tỷ lệ 64% biết đọc biết viết, cao hơn tỷ lệ trung bình toàn quốc là 59,5%: tỷ lệ cho phái nam là 68%, và tỷ lệ cho phái nữ là 60%. Tại Yanam, 14% dân số nhỏ hơn 6 tuổi.